# Orchester der Berliner Volkspolizei

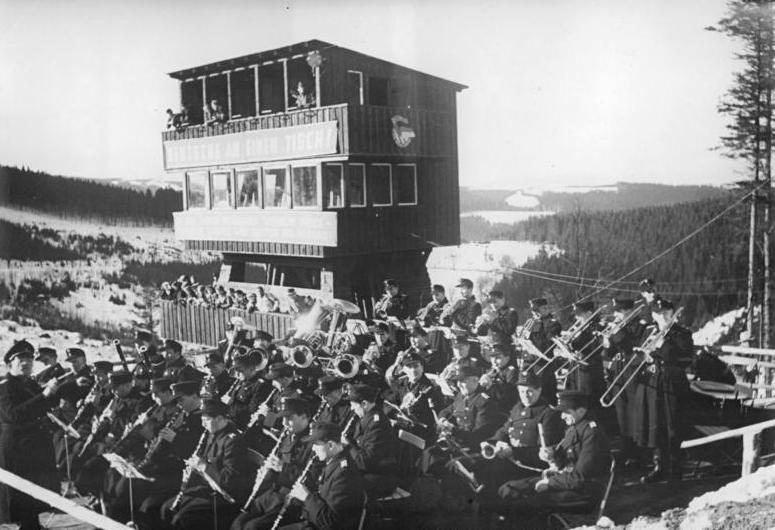
Das Orchester der Berliner Volkspolizei spielt im Februar 1951 an der Thüringenschanze vor dem Kampfrichterturm.

Das Orchester der Berliner Volkspolizei wurde am 1. Oktober 1948 in Berlin als erstes uniformiertes Blasorchester nach dem Ende des Zweiten Weltkrieges gegründet. Chefdirigent war zu Beginn Oberst Musikdirektor Willi Kaufmann.
Im April 1958 erfolgte die Umbenennung in Zentrales Orchester des Ministeriums des Innern der DDR. 1960 gab Kaufmann die Leitung ab. Sein Nachfolger wurde Wolfgang Ahrendt, dem bis 1990 Helmut Sommer folgte.
Nachdem die Volkspolizei bereits am 1. Juli 1945 gegründet wurde, entstanden zwischen 1945 und 1946 verschiedene Landespolizeiorchester in der Größe von 35–40 Musikern in Berlin, Potsdam, Schwerin, Halle, Erfurt und Dresden. Am 7. Oktober 1949, aus Anlass der Gründung der DDR, führte das „Orchester der Berliner Volkspolizei“ zum ersten Mal die Nationalhymne der DDR öffentlich auf.

## Veröffentlichungen
- EP zu den VI. Weltfestspielen der Jugend und Studenten in Moskau (mit Berliner A-Cappella-Chor), Eterna 1957[2]